# 钟离 (原神)
钟离是米哈游开发的电子游戏《原神》中的虚构角色。表面上，鍾離是在虚构国家璃月經營葬儀業務的「往生堂」的神秘客卿，通曉葬儀相關知識和協助籌辦葬儀；實際上，他還是璃月的前最高统治者，遊戲內執掌七大國的神明之一，譽為岩神「摩拉克斯」。鍾離在2020年遊戲公測後，主線劇情的璃月篇中登場，是該篇章的重要角色，同年成為可玩角色。
钟离的名称源自道教八仙中的“钟离权”，其服装结合西方燕尾服和中国长袍，外套上绘有龙鳞凤羽图案和中国结装饰，以展现其从帝王至隐士的形象转变。色彩设计则旨在体现其稳重和庄严。钟离的華語配音为彭博，日語配音为前野智昭，英語配音为基思·西尔弗斯坦，韓語配音为表永宰。
角色在遊戲中的演出和代表的文化內涵獲得評論員正面評價。角色上線早期由於戰力表現不佳招致广泛批評，在開發者修改設計後才獲得正面的評價。

## 創作與設計
钟离最早在《原神》公測1.0版本「歡迎來到提瓦特大陸」中作為非玩家角色上線，在遊戲主線劇情第一章·第二幕「辭行久遠之軀」中出場。米哈遊在《原神》1.1版本前瞻預告片中宣佈鍾離將成爲可玩角色。隨後米哈遊於2020年11月23日發佈了鍾離的角色預告片；於11月30日發佈鍾離的角色演示片「聽書人」，展示了鍾離的戰鬥技能。鍾離在遊戲1.1版本「迫近的客星」作爲可玩角色上線，同時米哈遊還為角色推出專屬武器「貫虹之槊」。米哈遊還先後推出了鍾離的傳說任務古聞之章·第一幕「盐花」和古聞之章·第二幕「匪石」。

### 角色設計
在製作組早期公佈的設定中，鍾離是在璃月經營葬儀業務的「往生堂」的客卿，精通璃月大小事宜。角色在遊戲中表現學識淵博、舉止高雅，有著善良、侠义、谦逊等品质，並且結識璃月和至冬兩國的高層人員。在主線劇情第一章·第三幕「迫近的客星」的最後，遊戲揭曉鍾離的真實身份，爲幕後統治璃月的神明，譽為岩神「摩拉克斯」。角色名字「钟离」来源于道教八仙之中的“钟离权”；神名「摩拉克斯」則取自所羅門七十二柱魔神中的摩拉克斯。
角色造型設計方面，鍾離作為遊戲中璃月的神祇，形象為瘦長英俊的成年男性形象。鍾離擁有微微皺起的眉頭，黑色漸變至橙色的頭髮，以及方正端莊的臉型和金色的瞳孔，顯示出他帝王般的氣質。他的服裝結合西方燕尾服的優雅和中國長袍的文雅，創造出既不突兀也充滿高雅隱士氣息的「中西合璧」風格。外套上繪有象征中国古代皇权的龙鳞凤羽图案，以及寓意祥瑞的方胜纹和银灰色的中国结装饰，這些細節展現出鍾離昔日帝王轉為尘世隐士的形象。色彩上，鍾離以黑色和棕色为主，給人一種稳重、庄严的感觉。服裝的背面以亮色和改造的方胜纹为主，腰部的回纹设计寓意「富贵不断头」，这些混合元素赋予角色一种贵气却不失灵动之感。

### 角色配音
鍾離的華語配音为彭博，他也是《崩壞3rd》中角色齊格飛·卡斯蘭娜的配音員，同時還是《原神》遊戲的配音導演之一。鍾離的日語配音为前野智昭，他自2021年11月30日起擔任了《原神》官方廣播節目「提瓦特放送局」的常駐主持人。前野智昭在訪談中表示，他在初次試音的時候得知，在角色設計的階段，製作組就提出由他聲演鍾離。前野智昭表示鍾離的配音最開始表現得比較嚴肅、遲鈍，但遊戲中忘帶錢包等小細節也塑造了鍾離可愛的一面；在後續劇情中，玩家也會逐漸體會到鍾離善解人意的一面，有著不同於神明形象的親近感。前野智昭表示給鍾離配音的難點之一是把握鍾離的神性和人性之間的平衡；另一個難點則是鍾離不經意間脫口而出的古漢語措辭、艱深的詞彙，前野智昭表示在配音的過程中也學到了很多。鍾離的英語配音为基思·西尔弗斯坦，韓語配音为表永宰。

## 作品中表現

### 角色故事
鍾離是在璃月經營葬儀業務的「往生堂」的神秘客卿，通曉葬儀相關知識和協助籌辦葬儀。他還是至冬國外交機構愚人眾的執行官「公子」達達利亞的好友。雖然身無分文，但是日常花銷豪爽，還把账通通記在「往生堂」或達達利亞身上，讓堂主胡桃和達達利亞感到困擾。
旅行者（玩家）在前往璃月拜訪璃月的神明岩王帝君時，目睹了岩王帝君遇害身亡，作為外來者還被璃月高層七星等人視為嫌疑犯。達達利亞救下了被追捕的旅行者，推薦他走訪璃月仙人主持公道，後來又推薦引薦鍾離，協助旅行者接近岩王帝君遺體。鍾離讓旅行者先協辦送別岩王帝君的葬儀「送仙典儀」，期間旅行者撇清了刺殺的嫌疑，同時也發現自己不知不覺中成為達達利亞的棋子，之前的行動，挑撥起璃月仙人與高層人員的衝突。旅行者前往遺體所在的黃金屋阻止達達利亞，達達利亞在發現遺體中沒有神明擁有的「神之心」後，察覺岩神並未死去，決定召喚過去被岩神鎮壓的遠古魔神「奧賽爾」以逼迫岩王帝君現身。旅行者在與仙人、七星、千岩軍合力擊敗了奧賽爾，岩王帝君沒現身。事後，旅行者去尋找鍾離，才得知鍾離真實身份就是岩王帝君，他以假死退位，將權力順利交接到璃月民眾手中。他與至冬達成一筆交易，並交出了神之心。

### 角色玩法
鍾離是岩元素長柄武器角色。鍾離的元素戰技有兩種模式，其一是召喚岩屬性造物「岩脊」，岩脊自身會發出衝擊波攻擊敵人，範圍內有其他岩屬性造物能擴大對敵人造成傷害；其二是破壞一定範圍內岩屬性造物，同時形成保護角色的護盾，並給四周敵人帶來減益。鍾離的元素爆發爲從天上丟下一顆隕石攻擊敵人，敵人被擊中后會石化。

## 反響與評價

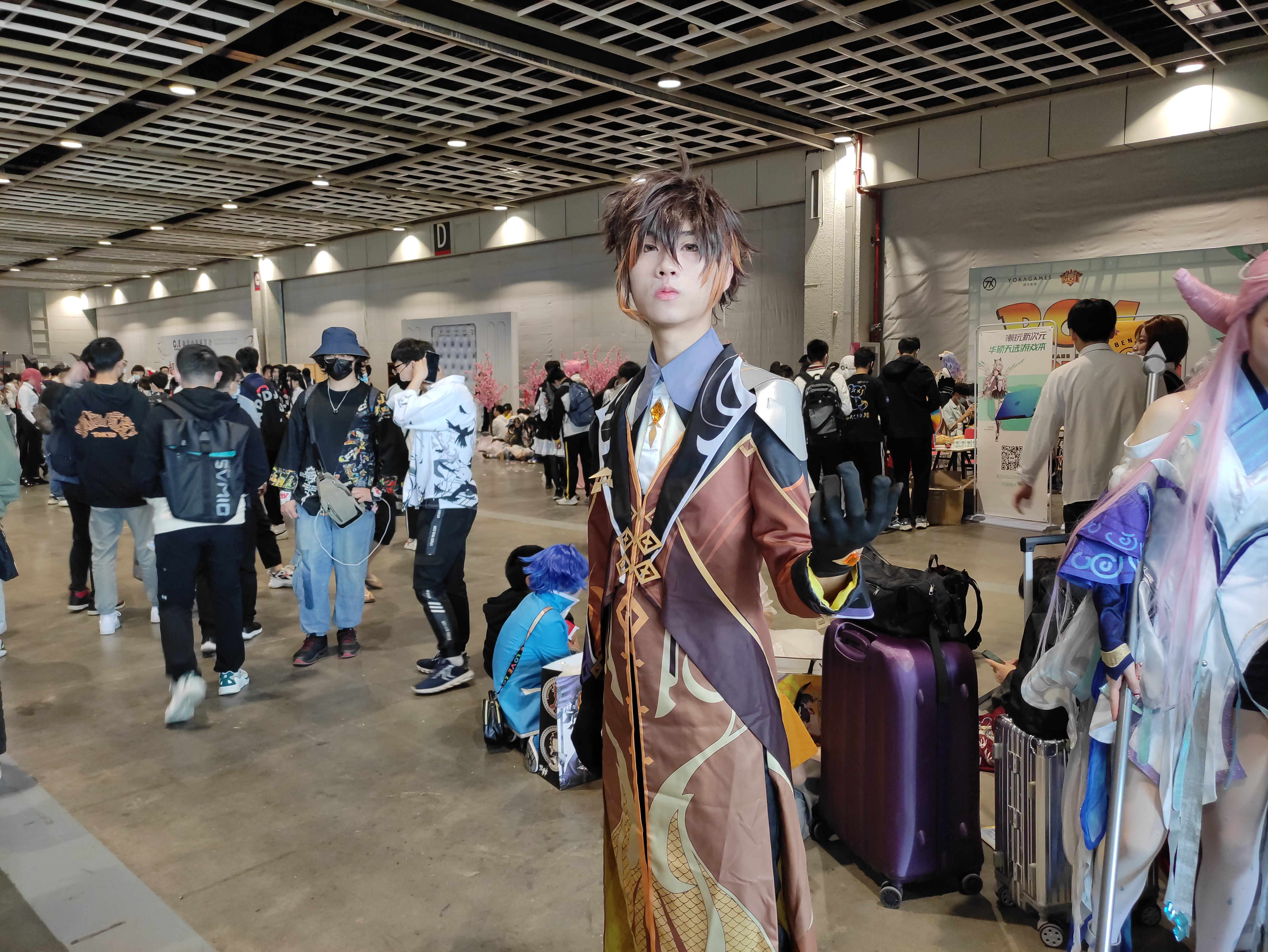
鍾離的角色扮演者。

鍾離作爲璃月的神明，自遊戲首次登場就受到玩家的關注。日本媒體Netorabo在2023年7月發起「玩家最喜愛的《原神》角色」投票，鍾離與魈並列第二名，僅次於斯卡拉姆齊。鍾離的角色演示片「聽書人」，截至2023年9月在bilibili和YouTube上已達到近8300万播放量；媒體ONE Esports稱，米哈遊每次發佈新角色預告片，玩家必須將其與「聽書人」進行比較，已經形成一種傳統。2021年底鍾離生日當天，「鍾離」等詞條的熱度登頂Twitter趨勢，玩家自發繪製賀圖、角色扮裝等，表達對鍾離的喜愛；2022年底鍾離生日當天，「#鍾離生誕祭2022」等詞條再度登上了各國Twitter趋势，來自全球各地的玩家爲鍾離獻上生日祝福。據Sensor Tower統計，鍾離最初上線時便以1550萬美元的營收創造流水記錄；其與甘雨的卡池也是遊戲流水最高的卡池之一。

### 角色設計
鍾離的角色設計獲得了廣泛好評。在角色美術設計方面，TheGamer評論員把鍾離的角色設計與其他角色相比較，認爲鍾離的外觀設計，如奢华的棕色西装、豐富的小飾品，使其氣質突出。此外，鍾離的服装设计融合了中西文化，其上衣的燕尾服设计和中国传统符号的巧妙结合，反映了他的严谨和开朗的性格。王清爽在《大众文艺》上發文評價鍾離表現出顯著的帝王氣質和藝術美感。他指出，钟离的非戰鬥姿態展現了一種闲适而沉稳的風格，如双手交叉置于胸前或以手托腮的姿态，這些细腻的设计巧妙地融合了泰山崩于前而面不改色的沉稳和帝王性格。在战斗动作设计上，王清爽认为鍾離的动作既凌厉清脆又富有打击感，结合飘逸的衣襟动态，创造出行云流水般的视觉效果，这不仅展现了他的武力，也反映了其艺术家的一面。
在角色設定方面，蒙紫云和邓桂英在《新闻潮》發表的研究指出，鍾離不僅作為璃月的神，而且在遊戲劇情中扮演重要角色，他不仅建立了璃月国家，还带领百姓走向繁荣。王清爽則稱讚鍾離的角色設定和故事背景充滿了中華文化的深厚底蕴，他的年龄和历史背景与中国古籍中的伏羲相呼应，这种設計巧妙地呼應了华夏六千年的文化传承和历史深度。王清爽、蒙紫云和邓桂英指出，在鍾離的角色宣傳片中，「此世群魔诸神并起，我虽无意逐鹿，却知苍生苦楚……只愿洗涤四方，护得浮世一隅」的台詞反映了他的侠义精神和对民众的关怀。刘姝秀在《科技传播》發文认为，《原神》通過不斷推出新劇情、完善人物资料，讓钟离身上神性与人性相结合的人设魅力更加凸显。蒙紫云、邓桂英和刘姝秀都認為，钟离身上所表现出来的善良、侠义、谦虚、包容等美好的品质，不仅體現了中華傳統文化中對“君子”这一理想人格的追求，也反映了儒家思想以“仁”为核心的文化价值观。
甘丽华等人在《跨文化传播研究》發文分析，鍾離这一角色在中國以外也引起了广泛的反响和讨论，海外玩家對於鍾離那优雅而有文化底蕴的形象表达了深厚的喜爱。他的造型和行为不仅具有中国传统文化的韵味，同时也融合了一些西方文化元素，这种文化融合使得鍾離成为了一个吸引海外玩家关注的角色。Kotaku編輯姜思琪引述玩家評論，認為鐘離作為遊戲中中國人形象的象徵，部分美國華裔從角色中獲得了文化上的歸屬感。甘丽华等人的研究還指出，鍾離的翩翩公子形象与电子游戏中常见的强壮男性形象形成了显著对比，引起了海外玩家的兴趣，甚至一些玩家認為鍾離角色的设计「模糊了性别差异」。除了外表，鍾離的文人气质、契约精神以及对家国的深厚情感也赢得了海外玩家的赞赏。鍾離的知识渊博、言谈举止中的传统文化修养，以及他生活方式的细节描述，都被海外玩家视为“完美的中国绅士”形象。玩家對於鍾離忠于契约的形象印象深刻，他的行为和言语展现了一种对契约和承诺的尊重。而他对于璃月的爱国情怀和为民众利益考虑的形象，则在玩家中塑造了一种“永远溺爱的父亲”和“智慧的领导者”的形象。
姜思琪批評《原神》的英語配音在地化做得不夠好，鍾離的英語配音與華語配音營造出截然不同的形象，華語配音中的鍾離是溫柔體貼的慈父形象，而在英語配音中則顯得粗魯嚴肅；在姜思琪看來，不同的配音方向導致了2021年1月對「鍾離欺負魈」的爭議，她認為這樣「強化男性角色的男子氣概」的做法可能是為了迎合英語市場，但這樣的做法既過時也並不討喜。

### 角色玩法
在角色玩法設計方面，角色上線初期評價偏向負面。由於批評聲音太多，相關話題登上熱門搜索榜單，米哈遊在後續遊戲版本提高了角色戰力，讓鐘離成為遊戲開服到4.0版本為止唯一重製過戰鬥系統的角色。《香港01》評論員林卓恆直言角色早期版本「能力實在太差，不論傷害還是輔助能力均是低無可低」。Siliconera編輯珍妮·拉達表示角色的表現不及预期，角色戰力和遊戲劇情中塑造的強大形象形成很大反差。2020年12月7日，米哈遊發佈「關於角色『塵世閒遊·鍾離(岩)』相關問題說明」，正式回應相關爭議。由於回應中並未提及強化鍾離的戰力，引發更多的批評，還有玩家要求米哈遊解僱設計角色的相關負責人。為了平息輿論，米哈遊在遊戲1.3版本加強鍾離的戰力。
加強後的角色獲得正面的評價。Eurogamer、PCGamesN、《香港01》和Screen Rant均肯定鍾離是遊戲中最強角色之一，具備極強的防禦能力和進攻能力。《香港01》和TheGamer都讚譽角色在遊戲探索中的表現。Eurogamer評論員潔西卡·奧爾讚揚他擁有遊戲中最實用的輔助能力。TheGamer評論員凡妮莎·埃斯格拉更表示角色在升級到「命之座」六階後會擁有治療能力，這時角色幾乎難以被擊敗。

## 聯動
2023年12月18日，米哈遊《原神》發佈與三星堆博物馆联动的宣傳片「仰观千秋，俯察万象」，以及创意文物解说影片「古物见闻」和文物科普互动H5網頁「开山览物」。聯動活動以遊戲角色鍾離梦游奇境、遊覽三星堆青銅器為主題，藉助遊戲角色介紹和宣傳三星堆文物。视频发布后，聯動話題迅速登上熱門搜索榜單；截至12月20日，宣傳片「仰观千秋，俯察万象」在bilibili平臺的播放量已超600万。聯動活動還包括線下打卡領取贈品等；三星堆博物馆現場展出了名為「悠古金面」的鍾離形象的銅像，供玩家拍照留念。

## 外部連結
- YouTube上的《原神》钟离角色PV-「额外的记账」
- YouTube上的《原神》角色演示-「钟离：听书人」
- YouTube上的《原神》拾枝雜談-「鍾離：炊金饌玉」